# Rezovačke Krčevine
Rezovačke Krčevine est un village de la municipalité de Virovitica et situé dans le comitat de Virovitica-Podravina) en Croatie.

## Démographie
En 2021, la population était de 295 habitants.